# Wapenbroeders
Wapenbroeders is de naam van een boek van Louis Paul Boon. Oorspronkelijk waren het korte stukjes, gepubliceerd in het tijdschrift 'Front', waarvan hij tot 1950 redactiesecretaris was. Deze losse stukjes werden in 1953 gebruikt voor de derde vertellaag van De Kapellekensbaan en in 1955, in gewijzigde en aangevulde vorm, voor 'Wapenbroeders'.

## Inhoud
Wapenbroeders is een herschrijving van de klassieke dierenepos en satire Van den Vos Reynaerde voor de samenleving waarin hij zich toen bevond. Hij hekelt hierin de wereldlijke en geestelijke overheid, de vrouw als echtgenote en de algemene menselijke gebreken zoals de domheid en het kuddegedrag. De meeste hoofdstukjes komen in de dierenfabel voor, maar zijn door Boon geactualiseerd. Daarenboven openbaart hij zijn autodidactisch talent door ook de aanverwante middeleeuwse bronnen te gebruiken (te weten: Isengrimus, Le roman de Renart en Reinhart Fuchs) en wijst in het bijzonder trefzeker op een verschillende versie bij Nivardus (auteur van Isengrimus) en bij Willem (auteur van Van den Vos Reynaerde).
Boon was toen lid van de Communistische Partij, hij merkte dat hij ook daar bedrogen en opgelicht werd en schreef daarom deze naar eigen zeggen haast natuurgetrouwe beschrijving van de partij. Deze satire van Belgische toestanden heette op verscheidene plaatsen ook Nobelgië, een vervlechting met de naam van de koning in de oorspronkelijke satire. Idealisme van de ene wordt misbruikt door de geldhonger van de andere, is de basiswaarheid die in “de Reinaert” wordt onthuld en die volgens Louis Paul Boon nog altijd geldt. De goedwillende legt het loodje in “de republiek der negatie” en je moet uit puur zelfbehoud sluwheid en zalvende woorden gebruiken.

## Noot
1. ↑  Hoe reinaert huishield in het huis van isengrimus in boek 3, pp. 123-125 in de vijfde druk, uitgegeven in 2000